# 獫允
獫允（けんいん）は、中国の北方と西北方に位置した古代の民族。また玁允、獫狁、玁狁などと呼称される。その形跡は金文と先秦古籍において最古のものを見ることができ、ときには「昆夷」などの名とともに混ぜ書きされるが、居住地区が同じためである。
西周の中期、玁狁が強盛となり、焦獲に移住し、また焦獲から南侵して、鎬・朔方および涇陽にいたって、直接に周王朝を脅かすようになると、周の宣王は大将の南仲に命じて軍を率いて北征させ、合わせて朔方に築城させた。『詩経』采微では、当時の周王朝と玁狁の戦いの状況と兵士の厳しい生活を「薇（わらび）を采り薇を采る、薇また止まんと作す。歸らんと曰い歸らんと曰う、歳また止むことなし。室を靡（す）て家を靡つるは、玁狁の故なり。啓居する遑（いとま）なきは、玁狁の故なり」と描写した。東晋の謝玄はこれを『詩経』中で最高の詩篇と称している。
玁狁は西周中後期の金文史料にも登場しており、虢季子白盤の銘文には「搏伐玁狁于洛之陽（玁狁を洛の陽に搏伐す）」とある。また、厲王期に作器された多友鼎の銘文には「玁狁放興伐京師（玁狁放興して京師を伐つ）」とあり、洛河の北岸や周の首都圏である鎬京の近郊にまで玁狁が進出していたことがわかる。
春秋時代に玁狁は戎狄と呼称され、戦国時代には秦・趙・燕の北の地域に分布した。秦代には蒙恬が30万の軍を率いて撃破したものを北に移し、秦末にはゴビ砂漠の南北を統治して、南は陰山を越え、黄河を渡り、オルドスの沃土を占拠した。漢王朝が創始されると、多くは玁狁を匈奴の先民とみなし、『史記』匈奴列伝には、「唐虞以前には山戎・玁狁・葷粥があった。北蛮に居住し、家畜を放牧しながら移動した」と書かれる。ただしこれは「匈奴その先祖は夏后氏の苗裔である」との説とは矛盾する。近代になって王国維などの考証家により鬼方・昆夷と玁狁は同一民族の別の名称と考えられるようになった。
春秋戦国時代以降の文献が匈奴や戎狄との同定を進めていったことにより、玁狁は長らく騎馬遊牧民として理解されてきたが、周代の金文史料に登場する玁狁は戦車の運用や作邑を行っており周人に比較的近い生活様式をとっていたことがわかる。
李峰は、玁狁は遊牧民ではなく中国北方に広く分布していた農耕民と牧畜民の複合集団であると解釈し、竹内康浩は玁狁を周と共通の文化圏の住人であるとしている。